# 格拉姆湖
53°41′59″N 10°52′17″E / 53.69972°N 10.87139°E
格拉姆湖（德語：Grammsee），是德國的湖泊，位於該國北部石勒蘇益格-荷爾斯泰因州，由勞恩堡縣負責管轄，面積0.16平方公里，海拔高度32米，平均水深3.1米，最大水深6.6米，水體容量48.6萬立方米，湖岸線長度1.8公里。